# جون ن. ماكلين
جون ن. ماكلين (بالإنجليزية: John Norman Maclean)‏ هو صحفي أمريكي، ولد في 1943 في شيكاغو في الولايات المتحدة.